# Mohsen Salah
Mohsen Salah (ar. محسن صالح, ur. 22 czerwca 1949), piłkarz egipski, a obecnie trener piłkarski.

## Kariera piłkarska
W swojej karierze piłkarskiej Salah grał w takich klubach jak: El-Masry z Port Saidu, kuwejcki Al Tadamon Farwaniya, libański Al-Nejmeh SC i Al-Ahly Kair. Z tym ostatnim trzykrotnie wywalczył mistrzostwo Egiptu.

## Kariera trenerska
Jako trener Salah pracował w takich klubach jak: saudyjskie Al Khaleej Saihat i An-Nassr, egipskie Port Fouad SC, El-Masry i Ismaily SC (wywalczył z nim Puchar Egiptu i wicemistrzostwo kraju), omański Mirbat i libański Al-Nejmeh SC. Pracował też jako asystent selekcjonera reprezentacji Egiptu. Był selekcjonerem reprezentacji U-19 i dwukrotnie samodzielnie prowadził dorosłą kadrę egipską (1995, 2002-2004), m.in. w Pucharze Narodów Afryki 2004. W 2006 roku był selekcjonerem reprezentacji Libii, a w 2007 - reprezentacji Jemenu.